# Кантон 10
Кантон 10 (познат и као Херцегбосанска жупанија, Ливањски кантон) кантон је Федерације Босне и Херцеговине, смјештен у западном дијелу Босне и Херцеговине. Сједиште кантона је у Ливну.
Обухвата општине Босанско Грахово, Дрвар, Гламоч, Купрес, Ливно и Томиславград.
Кантон је успостављен Законом о федералним јединицама (кантонима) 12. јуна 1996. заједно с другим кантонима Федерације БиХ. Површински је највећи и најрјеђе насељен кантон у Федерацији БиХ.
Главнину становништва чине Хрвати, смјештени углавном у јужном дијелу кантона, док су Срби, друга најбројнија национална скупина, углавном смјештени у сјеверном дијелу.

## Општине
Кантон 10 обухвата 6 општина — Босанско Грахово, Дрвар, Гламоч, Купрес, Ливно и Томиславград. Кантон се може подијелити на два дијела, сјеверни и јужни. Сјеверни дио чине три општине са српском већином, а то су Босанско Грахово, Дрвар и Гламоч. Сјеверне општине су веома ријетко насељене. Јужне општине — Купрес, Ливно и Томиславград, имају хрватску већину, од којих је Купрес такође ријетко насељен. Ливно и Томиславград су релативно веће општине по броју становника, чији број прелази 30 хиљада. Сједиште извршне власти налази се у Ливну, седиште законодавне власти је у Томиславграду, а сједиште предсједника Владе Кантона 10 је у Купресу.

## Становништво
| општина          | Хрвати | %     | Срби   | %     | Бошњаци | %     | остали | %    | укупно | извор |
| ---------------- | ------ | ----- | ------ | ----- | ------- | ----- | ------ | ---- | ------ | ----- |
| Босанско Грахово | 393    | 16,05 | 2.028  | 82,81 | 3       | 0,24  | 25     | 0,90 | 2.449  | [ 1 ] |
| Дрвар            | 552    | 7,85  | 6.420  | 91,25 | 11      | 0,16  | 53     | 0,74 | 7.036  | [ 2 ] |
| Гламоч           | 906    | 23,47 | 1.679  | 43,50 | 1.251   | 32,41 | 24     | 0,62 | 3.860  | [ 2 ] |
| Купрес           | 4.474  | 88,47 | 318    | 6,29  | 255     | 5,04  | 10     | 0,20 | 5.057  | [ 3 ] |
| Ливно            | 29.273 | 85,76 | 438    | 1,28  | 4.047   | 11,86 | 375    | 1,10 | 34.133 | [ 3 ] |
| Томиславград     | 29.006 | 91,81 | 22     | 0,07  | 2.467   | 7,81  | 97     | 0,31 | 31.592 | [ 4 ] |
| Кантон           | 64.604 | 76,79 | 10.905 | 12,96 | 8.034   | 9,55  | 584    | 0,70 | 84.127 | [ 5 ] |

Према попису становништва из 2013. у Кантону 10 живјело је 84.127 људи. Према националном саставу, већину становништва чине Хрвати, којих има 64.604 или 76,8%; потом слиједе Срби којих има 10.905 или 13%, те Бошњаци којих има 8.037 или 9,5%. Купрес, Ливно и Томиславград су општине с апсолутном хрватском већином, док Срби чине апсолутну већину у Босанском Грахову и Дрвару те релативну већину у Гламочу.
По религијском саставу највише има католика 63.990 или 76,1%; српскоправославних има 10.873 или 12,9%, док муслимана има 7.904 или 9,4%.
|                      | 2013.           | 1991.            |
| Укупно               | 84 127 (100,0%) | 115 682 (100,0%) |
| Хрвати               | 64 604 (76,79%) | 59 553 (51,48%)  |
| Срби                 | 10 905 (12,96%) | 41 255 (35,66%)  |
| Бошњаци              | 8 037 (9,553%)  | 12 041 (10,41%)1 |
| Неизјашњени          | 215 (0,256%)    | –                |
| Остали               | 80 (0,095%)     | 897 (0,775%)     |
| Непознато            | 68 (0,081%)     | –                |
| Албанци              | 52 (0,062%)     | –                |
| Босанци              | 47 (0,056%)     | –                |
| Муслимани            | 39 (0,046%)     | –                |
| Босанци и Херцеговци | 24 (0,029%)     | –                |
| Црногорци            | 14 (0,017%)     | –                |
| Словенци             | 9 (0,011%)      | –                |
| Роми                 | 9 (0,011%)      | –                |
| Православци          | 8 (0,010%)      | –                |
| Југословени          | 6 (0,007%)      | 1 936 (1,674%)   |
| Македонци            | 6 (0,007%)      | –                |
| Украјинци            | 4 (0,005%)      | –                |

1. 1 На пописима од 1971. до 1991. Бошњаци су пописивани углавном као Муслимани.

## Географија
Велика крашка поља (Ливањско поље, Дувањско поље, Гламочко поље, Купрешко поље) овог кантона су његова главна географска карактеристика. Кантон је површине 5.020 km², што га чини десетим делом Босне и Херцеговине.

## Симболи
Застава и грб кантона били су исти као и застава и грб бивше Хрватске заједнице Херцег-Босне. Ови симболи проглашени су неуставним од стране Уставног суда Федерације БиХ, јер „представљају традиције само једног конститутивног народа (Хрвата)”. Локална влада, међутим, и даље користи ова обиљежја.